# 정명원 (1975년)
정명원(Jeong Myeong-won)은 대한민국의 검사로, 현재 부산지방검찰청 공판부 부장검사이다. 서울대학교 법과대학을 졸업하고 제35기 사법연수원을 수료한 후, 2006년 검사로 임관하였다. 대구지검, 대구지청, 법무연수원 등을 거쳐 국민참여재판 전문성과 공판 중심 수사 경험을 바탕으로 2024년 검찰 내 공판 전문성을 상징하는 '공인전문검사 1급(블랙벨트)' 인증을 획득하였다. 상주 농약 사이다 사건, 진주 방화 살인 사건 등 주요 사건의 공소 유지를 맡았으며, 대검찰청 공소유지 지원단 국민참여재판 팀장을 역임하며 참여재판 관련 매뉴얼 개발에도 기여하였다. TV 프로그램 및 저술 활동을 통해 형사사법과 관련하여 대중과 소통하고 있다.

## 생애
대구여자고등학교와 경북대학교 법학과를 졸업하고 2003년 제45회 사법시험에 합격하여 2006년부터 검사로 재직하고 있다. 천안지청과 인천지검을 거쳐 주로 대구지검 등 형사부 및 공판부에서 근무하였으며, 2016년 국민참여재판 분야 공인전문검사 2급(블루벨트) 자격을 취득하였고, 2024년에는 공판 분야 최초로 공인전문검사 1급(블랙벨트) 인증을 받은 바 있다. 금은방 강도살인 사건, 아동학대 치사 사건, 경북 상주의 농약 사이다 사건, 진주 방화 살인 사건 등 국민적 관심이 집중된 형사사건에서 공소유지 및 참여재판 진행을 담당했으며, 대검찰청 공소유지전문지원 태스크포스(TF) 국민참여재판팀장을 역임하며 한국형 배심원 매뉴얼 제작 및 관련 교육을 주도하였다. 2022년부터 법무연수원 진천본원에서 교수로 근무하였고, 같은 해 《친애하는 나의 민원인》을 출간하여 검찰 조직 내외의 구조와 정서, 검사로서의 경험과 고민을 담았다. 검사 임용 이래 줄곧 형사 사건을 중심으로 실무를 수행하며 불기소 의견서 작성에 성실을 기울이는 방식으로 인간의 다면성과 삶의 복잡성을 고려한 형사사법을 지향해 왔으며, 검찰 인사 시스템 및 조직 문화에 대한 개선 필요성을 제기하는 등 제도적 성찰도 병행하였다. 강원도 정선에서 어린 시절을 보내며 형성된 자연친화적 감성과 억강부약적 성향을 바탕으로 검찰 조직의 실무와 현실을 꾸준히 비판적으로 고찰하였고, 이후 부산지검 공판부 부장검사로 재직하면서도 국민참여재판 제도의 내실화와 피해자 보호 측면의 보완 필요성을 지속적으로 제시하였다. 2023년에는 tvN 《유 퀴즈 온 더 블럭》에 출연하였으며, 국민과 검찰 조직 간의 거리 좁히기에 기여한 바 있다.